# Dolichurus ignitus
Dolichurus ignitus là một loài côn trùng cánh màng trong họ Ampulicidae, thuộc chi Dolichurus. Loài này được F. Smith miêu tả khoa học đầu tiên năm 1869.

## Phân loài
- Dolichurus ignitus ignitus, F. Smith, 1869[2]
- Dolichurus ignitus contractus, Arnold, 1951[3]